# Geneviève Termier
Geneviève Termier   (París, 2 d'abril de 1917 - Saint-Rémy-lès-Chevreuse, 27 de maig de 2005) va ser una paleontòloga i cartògrafa geològica francesa. Fins que es va casar es deia Geneviève Delpey. Es una especialista internacionalment reconeguda del gasteròpodes fòssils i de la geologia del Marroc.
A més de ser científica, tenia un talent artístic, i ambdós talents va combinar en el dibuix científic de fòssils, pas primordial per contribuir a llur estudi i identificacio. Geneviéve Termier estudiava a la Sorbona des de 1937, on es va centrar en l'estudi de l'evolució primerenca dels mol·luscs, començant pel marisc fins als gasteròpodes. Va començar investigant a l'Orient Mitjà amb L. Dubertret i va publicar la seva dissertació sobre els gasteròpodes mesozoics al Líban el 1939. El 1942 va anar al Marroc, on va treballar amb Henri Termier (1897-1989), amb qui es va casar el 1942 i amb qui va tenir un fill Michel, nascut el 1945. Ambdós són considerats com els paleontòlegs majors de França del segle xx i una gran part de la llur obra des de 1942 van escriure «a quatre mans». Va treballar al Centre Nacional de la Recerca Científica (CNRS), i en va esdevenir directora de recerca el 1960.
Amb Robert Bourrouilh va estar-se a Menorca, on van descobrir i descriure entre d'altres el gènere fòssil dels balearocrinus.
Per una bibliografia científica extensiva vegeu «Termier, Geneviève (1917-2005)».   à la base de dades Persée.